# 国際宇宙ステーション長期滞在一覧
国際宇宙ステーション長期滞在一覧（こくさいうちゅうステーションちょうきたいざいいちらん）では、国際宇宙ステーション（ISS）に恒久的に滞在する宇宙飛行士チームの一覧を示す。全ての恒久的滞在チームには「第○次長期滞在」という名前が付けられており、○には順番の数字が入る。なお、英語ではExpedition、略してExpとも呼ばれ、チームの番号を付けてExp.n(nは番号)と記載する。
2009年現在、長期滞在チームは半年ごとに交代している。これは、緊急帰還用にISSに準えてあるソユーズ宇宙船の軌道上寿命が約200日間であり、ソユーズ宇宙船を交換する際に長期滞在チームも交代するためである。ただし、スペースシャトルで交代する長期滞在者はソユーズ交換の際にも引き続き滞在するため、前後の長期滞在チームにまたがって所属することがある。シャトルで訪れてそのまま帰還するクルーや宇宙観光で滞在する人は、長期滞在には含まれない。
ISSは宇宙開発の歴史上、最も多くの人が訪れた宇宙ステーションである。2008年6月5日までに、163人の異なる人が訪れている。ミールには、延べ137人が訪れた。
ISSでの活動における将来の国際協力については、2022年のロシアによるウクライナ侵攻およびロシアに対する制裁の影響で疑問が持たれている。

## 長期滞在の状況

### コロンビア号事故以前
2000年10月31日、長期滞在の準備が整ったISSに最初のソユーズ宇宙船がドッキングし、第1次長期滞在チームが活動を開始した。ソユーズは緊急帰還用にも使用されるため、ISS長期滞在はソユーズの定員と同じ3名である。第1次長期滞在チームは5箇月間滞在して、スペースシャトルSTS-102で第2次長期滞在チームと交代した。以後2002年まで、長期滞在クルーの交代はスペースシャトルで行われた。
ソユーズ宇宙船は、軌道上寿命である6箇月ごとに交換される。この際には、新しいソユーズが打ち上げられてISSにドッキングし、これに乗ってきたクルーが、ISSにドッキングしている古いソユーズに乗り換えて地球に帰還する。これらのクルーは長期滞在に含まれず、タクシークルーと呼ばれる。また、3人のタクシークルーのうち1人分の搭乗権をロシアが販売したため、これを利用して2001年には初の観光目的のISS訪問が実現した。

### コロンビア号事故後
2003年に発生したスペースシャトルコロンビア号の事故により、スペースシャトルの運航は一時中止された。このため、第6次長期滞在チームは係留中のソユーズTMA-1で地球へ帰還することになった。2003年4月26日に打ち上げられたソユーズTMA-2に搭乗した第7次長期滞在チームは2名のみで、入れ替わりに第6次長期滞在チームが帰還すると、長期滞在者は2名になった。これは物資の補給をプログレス補給船のみに頼らざるを得なくなり、ISSを維持するため最低限必要の人数に減らすためであった。以後しばらくは、長期滞在者2名とタクシークルー1名を乗せたソユーズが打ち上げられ、2名が交代する体制が続き、タクシークルーの商業飛行は中断した。

### シャトル運行再開後
2006年7月4日、運行再開後2便目となるスペースシャトルSTS-121が3人目の長期滞在者を輸送し、ISSは3人滞在体制に復帰した。以後は、ソユーズで到着した2名は乗ってきたソユーズで帰還し、新しいソユーズに乗ってきた2名はソユーズの寿命と同じ6ヶ月間滞在する体制が続いた。3人目のクルーはスペースシャトルで交代するため、他の2名が交代する際もISSに引き続き滞在した。このため、ソユーズで交代する2名の期間を長期滞在のチームの区切りとしており、長期滞在チームが入れ替わるときに滞在している3人目のクルーは、前後の長期滞在チームに所属する。また第16次長期滞在では、期間中にスペースシャトルによる交代が3回も行われたため、全部で6名ものクルーがチームに所属している。
ソユーズを交換する際に搭乗する長期滞在クルーは2名なので、タクシークルー1名を搭乗させることができる。これを利用した宇宙旅行が復活したほか、韓国やマレーシアによる宇宙ステーション短期滞在も実現した。

### 6名滞在体制へ
2008年から2009年にかけて、ISSの長期滞在者を6名に増加するための機材が輸送された。2009年5月に3名の長期滞在者を搭乗させたソユーズTMA-15が到着したことにより、ISSは完成形である6名滞在体制を開始した。ソユーズへのタクシークルー搭乗はTMA-16が最後となり、以後は長期滞在者3名の交代のみが行われている。タクシークルー枠を利用した商業宇宙飛行は終了した。スペースシャトルによる長期滞在者の交代もSTS-129を最後に終了した。
なお、3名体制のときは新しいソユーズの到着後に古いソユーズを分離するため、交代中は6人滞在していた。6名体制では、ドッキング中のソユーズのうち古い方の1機を分離してから新しいソユーズがドッキングするため、交代時にも9名が滞在することはなく、一時的に3名体制になる。これはソユーズが使用できるドッキングポートが3箇所(2010年1月からはMRM-2が使えるようになるため、4箇所に増える)しかなく、うち1箇所はATVやプログレス宇宙船が使用するためである。
6名滞在が開始された後は、ソユーズの交換で3名が入れ替わるときを長期滞在チームの境目とする。従って、各長期滞在チームは前のチームの半分を入れ替え、半分を引き継いだメンバーである。2008年11月に、2010年のISS完成までの長期滞在チームが発表されている。

## 長期滞在一覧
- 時刻は協定世界時(UTC)
- 太字はリーダー

### 終了した長期滞在

#### 2000年 - 2004年
| 長期滞在チーム | メンバー | パッチ                                                                 | 出発日                  | 往路便        | 帰還日                  | 復路便        | 日数   |
| -------------- | -------- | ---------------------------------------------------------------------- | ----------------------- | ------------- | ----------------------- | ------------- | ------ |
| 第1次長期滞在  |          | ウィリアム・シェパード ユーリー・ギジェンコ セルゲイ・クリカリョフ     | 2000年10月31日 07:52:47 | ソユーズTM-31 | 2001年3月21日 07:33:06  | STS-102       | 140.98 |
| 第2次長期滞在  |          | ユーリー・ウサチェフ スーザン・J・ヘルムズ ジェームズ・ヴォス          | 2001年3月8日 11:42:09   | STS-102       | 2001年8月22日 19:24:06  | STS-105       | 167.28 |
| 第3次長期滞在  |          | フランク・カルバートソン ウラジーミル・デジュロフ ミハイル・チューリン | 2001年8月10日 21:10:15  | STS-105       | 2001年12月17日 17:56:13 | STS-108       | 128.86 |
| 第4次長期滞在  |          | ユーリー・オヌフリエンコ ダニエル・バーシュ カール・ウォルツ           | 2001年12月5日 22:19:28  | STS-108       | 2002年6月19日 09:57:41  | STS-111       | 195.82 |
| 第5次長期滞在  |          | ワレリー・コルズン セルゲイ・トレシェフ ペギー・ウィットソン           | 2002年6月5日 21:22:49   | STS-111       | 2002年12月7日 19:37:12  | STS-113       | 184.93 |
| 第6次長期滞在  |          | ケネス・バウアーソックス ニコライ・ブダーリン ドナルド・ペティ         | 2002年11月24日 00:49:47 | STS-113       | 2003年5月4日 02:04:25   | ソユーズTMA-1 | 161.05 |
| 第7次長期滞在  |          | ユーリ・マレンチェンコ エドワード・ルー                                | 2003年4月26日 03:53:52  | ソユーズTMA-2 | 2003年10月28日 02:40:20 | ソユーズTMA-2 | 184.93 |
| 第8次長期滞在  |          | マイケル・フォール アレクサンドル・カレリ                              | 2003年10月18日 05:38:03 | ソユーズTMA-3 | 2004年4月30日 00:11:15  | ソユーズTMA-3 | 194.77 |
| 第9次長期滞在  |          | ゲンナジー・パダルカ マイケル・フィンク                                | 2004年4月19日 03:19:00  | ソユーズTMA-4 | 2004年10月24日 00:32:00 | ソユーズTMA-4 | 185.66 |
| 第10次長期滞在 |          | リロイ・チャオ サリザン・シャリポフ                                    | 2004年10月14日 03:06    | ソユーズTMA-5 | 2005年4月24日 22:08:00  | ソユーズTMA-5 | 192.79 |

#### 2005年 - 2009年
| 長期滞在チーム | メンバー                                                     | パッチ                                                       | 出発日                 | 往路便                 | 帰還日                  | 復路便                 | 日数                 |
| -------------- | ------------------------------------------------------------ | ------------------------------------------------------------ | ---------------------- | ---------------------- | ----------------------- | ---------------------- | -------------------- |
| 第11次長期滞在 |                                                              | セルゲイ・クリカリョフ ジョン・フィリップス                  | 2005年4月15日 00:46:00 | ソユーズTMA-6          | 2005年10月11日 01:09:00 | ソユーズTMA-6          | 179.02               |
| 第12次長期滞在 |                                                              | ウィリアム・マッカーサー ワレリー・トカレフ                  | 2005年10月1日 03:54:00 | ソユーズTMA-7          | 2006年4月8日 23:48:00   | ソユーズTMA-7          | 189.01               |
| 第13次長期滞在 |                                                              | パーヴェル・ヴィノグラードフ ジェフリー・ウィリアムズ        | 2006年3月30日 02:30    | ソユーズTMA-8          | 2006年 9月28日 01:13    | ソユーズTMA-8          | 182.65               |
| 第13次長期滞在 | トーマス・ライター                                           | 2006年7月4日 18:38                                           | STS-121                | 第14次長期滞在へ継続   | 第14次長期滞在へ継続    | 第14次長期滞在へ継続   |                      |
| 第14次長期滞在 |                                                              | マイケル・ロペス＝アレグリア ミハイル・チューリン            | 2006年9月18日 04:09    | ソユーズTMA-9          | 2007年4月21日 12:31     | ソユーズTMA-9          | 215.35               |
| 第14次長期滞在 | トーマス・ライター                                           | 第13次長期滞在から継続                                       | 第13次長期滞在から継続 | 2006年12月21日 22:32   | STS-116                 | 171.16                 |                      |
| 第14次長期滞在 | スニータ・ウィリアムズ                                       | 2006年12月10日 01:47                                         | STS-116                | 第15次長期滞在へ継続   | 第15次長期滞在へ継続    | 第15次長期滞在へ継続   |                      |
| 第15次長期滞在 |                                                              | フョードル・ユールチキン オレッグ・コトフ                    | 2007年4月7日 17:31     | ソユーズTMA-10         | 2007年10月21日 10:36    | ソユーズTMA-10         | 196.71               |
| 第15次長期滞在 | スニータ・ウィリアムズ                                       | 第14次長期滞在から継続                                       | 第14次長期滞在から継続 | 2007年6月22日 19:49    | STS-117                 | 194.75                 |                      |
| 第15次長期滞在 | クレイトン・アンダーソン                                     | 2007年6月8日 23:38                                           | STS-117                | 第16次長期滞在へ継続   | 第16次長期滞在へ継続    | 第16次長期滞在へ継続   |                      |
| 第16次長期滞在 |                                                              | ペギー・ウィットソン ユーリ・マレンチェンコ                  | 2007年10月10日 13:22   | ソユーズTMA-11         | 2008年4月19日 08:30     | ソユーズTMA-11         | 191.80               |
| 第16次長期滞在 | クレイトン・アンダーソン                                     | 第15次長期滞在から継続                                       | 第15次長期滞在から継続 | 2007年11月7日 18:01    | STS-120                 | 151.77                 |                      |
| 第16次長期滞在 | ダニエル・M・タニ                                            | 2007年10月23日 15:38                                         | STS-120                | 2008年2月20日 14:07    | STS-122                 | 119.94                 |                      |
| 第16次長期滞在 | レオポルド・アイハーツ                                       | 2008年2月7日 19:45                                           | STS-122                | 2008年3月27日 06:28    | STS-123                 | 48.55                  |                      |
| 第16次長期滞在 | ギャレット・リーズマン                                       | 2008年3月11日 06:28                                          | STS-123                | 第17次長期滞在から継続 | 第17次長期滞在から継続  | 第17次長期滞在から継続 |                      |
| 第17次長期滞在 |                                                              | セルゲイ・ヴォルコフ オレグ・コノネンコ                      | 2008年4月8日 11:16     | ソユーズTMA-12         | 2008年10月24日 03:37    | ソユーズTMA-12         | 198.68               |
| 第17次長期滞在 | ギャレット・リーズマン                                       | 第16次長期滞在から継続                                       | 第16次長期滞在から継続 | 2008年6月14日 15:16    | STS-124                 | 95.37                  |                      |
| 第17次長期滞在 | グレゴリー・シャミトフ                                       | 2008年5月31日 21:02                                          | STS-124                | 第18次長期滞在へ継続   | 第18次長期滞在へ継続    | 第18次長期滞在へ継続   |                      |
| 第18次長期滞在 |                                                              | マイケル・フィンク ユーリ・ロンチャコフ                      | 2008年10月12日 07:01   | ソユーズTMA-13         | 2009年4月8日 07:16      | ソユーズTMA-13         | 178.01               |
| 第18次長期滞在 | グレゴリー・シャミトフ                                       | 第17次長期滞在から継続                                       | 第17次長期滞在から継続 | 2008年11月30日 21:25   | STS-126                 | 183.02                 |                      |
| 第18次長期滞在 | サンドラ・マグナス                                           | 2008年11月15日 00:55                                         | STS-126                | 2009年3月28日 19:13    | STS-119                 | 133.76                 |                      |
| 第18次長期滞在 | 若田光一                                                     | 2009年3月15日 23:43                                          | STS-119                | 第19次長期滞在へ継続   | 第19次長期滞在へ継続    | 第19次長期滞在へ継続   |                      |
| 第19次長期滞在 |                                                              | ゲンナジー・パダルカ マイケル・バラット                      | 2009年3月26日 11:49    | ソユーズTMA-14         | 第20次長期滞在へ継続    | 第20次長期滞在へ継続   | 第20次長期滞在へ継続 |
| 第19次長期滞在 | 若田光一                                                     | 第18次長期滞在から継続                                       | 第18次長期滞在から継続 |                        | 第20次長期滞在へ継続    | 第20次長期滞在へ継続   | 第20次長期滞在へ継続 |
| 第20次長期滞在 |                                                              | ゲンナジー・パダルカ マイケル・バラット                      | 第19次長期滞在から継続 | 第19次長期滞在から継続 | 2009年10月11日 04:32    | ソユーズTMA-14         | 198.70               |
| 第20次長期滞在 | 若田光一                                                     | 2009年7月31日 14:48                                          | 第19次長期滞在から継続 | 第19次長期滞在から継続 | STS-127                 | 137.63                 |                      |
| 第20次長期滞在 | ティモシー・コプラ                                           | 2009年7月15日 22:03                                          | STS-127                | 2009年9月11日 00:53    | STS-128                 | 58.12                  |                      |
| 第20次長期滞在 | フランク・ディビュナー ロマン・ロマネンコ ロバート・サースク | 2009年5月27日 10:34                                          | ソユーズTMA-15         | 第21次長期滞在へ継続   | 第21次長期滞在へ継続    | 第21次長期滞在へ継続   |                      |
| 第20次長期滞在 | ニコール・ストット                                           | 2009年8月29日 03:59                                          | STS-128                | 第21次長期滞在へ継続   | 第21次長期滞在へ継続    | 第21次長期滞在へ継続   |                      |
| 第21次長期滞在 |                                                              | フランク・ディビュナー ロマン・ロマネンコ ロバート・サースク | 第20次長期滞在から継続 | 第20次長期滞在から継続 | 2009年12月1日 07:16     | ソユーズTMA-15         | 187.86               |
| 第21次長期滞在 | ニコール・ストット                                           | 2009年11月27日 14:44                                         | 第20次長期滞在から継続 | 第20次長期滞在から継続 | STS-129                 | 90.45                  |                      |
| 第21次長期滞在 | ジェフリー・ウィリアムズ マクシム・スラエフ                  | 2009年9月30日 07:14                                          | ソユーズTMA-16         | 第22次長期滞在へ継続   | 第22次長期滞在へ継続    | 第22次長期滞在へ継続   |                      |
| 第22次長期滞在 |                                                              | ジェフリー・ウィリアムズ マクシム・スラエフ                  | 第21次長期滞在から継続 | 第21次長期滞在から継続 | 2010年3月18日 11:23     | ソユーズTMA-16         | 169.04               |
| 第22次長期滞在 | オレッグ・コトフ ティモシー・クリーマー 野口聡一             | 2009年12月20日 21:52                                         | ソユーズTMA-17         | 第23次長期滞在へ継続   | 第23次長期滞在へ継続    | 第23次長期滞在へ継続   |                      |

#### 2010年 - 2014年
| 長期滞在チーム | メンバー                                                                             | パッチ                                                                               | 出発日                 | 往路便                 | 帰還日                   | 復路便               | 日数   |
| -------------- | ------------------------------------------------------------------------------------ | ------------------------------------------------------------------------------------ | ---------------------- | ---------------------- | ------------------------ | -------------------- | ------ |
| 第23次長期滞在 |                                                                                      | オレッグ・コトフ ティモシー・クリーマー 野口聡一                                     | 第22次長期滞在から継続 | 第22次長期滞在から継続 | 2010年6月2日 03:25       | ソユーズTMA-17       | 163.23 |
| 第23次長期滞在 | アレクサンドル・スクボルソフ ミハイル・コルニエンコ トレイシー・コールドウェル       | 2010年4月2日 04:04                                                                   | ソユーズTMA-18         | 第24次長期滞在へ継続   | 第24次長期滞在へ継続     | 第24次長期滞在へ継続 |        |
| 第24次長期滞在 |                                                                                      | アレクサンドル・スクボルソフ ミハイル・コルニエンコ トレイシー・コールドウェル       | 第23次長期滞在から継続 | 第23次長期滞在から継続 | 2010年9月25日 05:23      | ソユーズTMA-18       | 176.05 |
| 第24次長期滞在 | ダグラス・ウィーロック フョードル・ユールチキン シャノン・ウォーカー                 | 2010年6月15日 21:35                                                                  | ソユーズTMA-19         | 第25次長期滞在へ継続   | 第25次長期滞在へ継続     | 第25次長期滞在へ継続 |        |
| 第25次長期滞在 |                                                                                      | ダグラス・ウィーロック フョードル・ユールチキン シャノン・ウォーカー                 | 第24次長期滞在から継続 | 第24次長期滞在から継続 | 2010年11月26日 04:46     | ソユーズTMA-19       | 163.30 |
| 第25次長期滞在 | スコット・ケリー アレクサンドル・カレリ オレグ・スクリポチカ                         | 2010年10月7日 23:10                                                                  | ソユーズTMA-01M        | 第26次長期滞在へ継続   | 第26次長期滞在へ継続     | 第26次長期滞在へ継続 |        |
| 第26次長期滞在 |                                                                                      | スコット・ケリー アレクサンドル・カレリ オレグ・スクリポチカ                         | 第25次長期滞在から継続 | 第25次長期滞在から継続 | 2011年3月16日 07:54      | ソユーズTMA-01M      | 159.36 |
| 第26次長期滞在 | ドミトリー・コンドラチェフ パオロ・ネスポリ キャスリン・コールマン                   | 2010年12月15日 19:09                                                                 | ソユーズTMA-20         | 第27次長期滞在へ継続   | 第27次長期滞在へ継続     | 第27次長期滞在へ継続 |        |
| 第27次長期滞在 |                                                                                      | ドミトリー・コンドラチェフ パオロ・ネスポリ キャスリン・コールマン                   | 第26次長期滞在から継続 | 第26次長期滞在から継続 | 2011年5月24日 02:27      | ソユーズTMA-20       | 160.10 |
| 第27次長期滞在 | アンドレイ・ボリセンコ ロナルド・ギャレン アレクサンダー・サマクチャイエフ           | 2011年4月4日 22:18                                                                   | ソユーズTMA-21         | 第28次長期滞在へ継続   | 第28次長期滞在へ継続     | 第28次長期滞在へ継続 |        |
| 第28次長期滞在 |                                                                                      | アンドレイ・ボリセンコ ロナルド・ギャレン アレクサンダー・サマクチャイエフ           | 第27次長期滞在から継続 | 第27次長期滞在から継続 | 2011年9月16日            | ソユーズTMA-21       | 164.10 |
| 第28次長期滞在 | セルゲイ・ヴォルコフ マイケル・E・フォッサム 古川聡                                  | 2011年6月7日 20:12                                                                   | ソユーズTMA-02M        | 第29次長期滞在へ継続   | 第29次長期滞在へ継続     | 第29次長期滞在へ継続 |        |
| 第29次長期滞在 |                                                                                      | マイケル・E・フォッサム セルゲイ・ヴォルコフ 古川聡                                  | 第28次長期滞在から継続 | 第28次長期滞在から継続 | 2011年11月22日           | ソユーズTMA-02M      | 167.26 |
| 第29次長期滞在 | アントン・シュカプレロフ Sergei Revin Dan Burbank                                    | 2011年11月14日                                                                       | ソユーズTMA-22         | 第30次長期滞在へ継続   | 第30次長期滞在へ継続     | 第30次長期滞在へ継続 |        |
| 第30次長期滞在 |                                                                                      | Dan Burbank アントン・シュカプレロフ Sergei Revin                                    | 第29次長期滞在から継続 | 第29次長期滞在から継続 | 2012年4月27日            | ソユーズTMA-22       | 165.31 |
| 第30次長期滞在 | オレグ・コノネンコ ドナルド・ペティ アンドレ・カイパース                             | 2011年12月21日                                                                       | ソユーズTMA-03M        | 第31次長期滞在へ継続   | 第31次長期滞在へ継続     | 第31次長期滞在へ継続 |        |
| 第31次長期滞在 |                                                                                      | オレグ・コノネンコ ドナルド・ペティ アンドレ・カイパース                             | 第30次長期滞在から継続 | 第30次長期滞在から継続 | 2012年7月1日             | ソユーズTMA-03M      | 192.83 |
| 第31次長期滞在 | ジョセフ・アカバ ゲンナジー・パダルカ セルゲイ・レヴィン                             | 2012年5月15日                                                                        | ソユーズTMA-04M        | 第32次長期滞在へ継続   | 第32次長期滞在へ継続     | 第32次長期滞在へ継続 |        |
| 第32次長期滞在 |                                                                                      | ゲンナジー・パダルカ ジョセフ・アカバ セルゲイ・レヴィン                             | 第31次長期滞在から継続 | 第31次長期滞在から継続 | 2012年9月17日            | ソユーズTMA-04M      | 124.99 |
| 第32次長期滞在 | スニータ・ウィリアムズ ユーリ・マレンチェンコ 星出彰彦                               | 2012年7月15日                                                                        | ソユーズTMA-05M        | 第33次長期滞在へ継続   | 第33次長期滞在へ継続     | 第33次長期滞在へ継続 |        |
| 第33次長期滞在 |                                                                                      | スニータ・ウィリアムズ ユーリ・マレンチェンコ 星出彰彦                               | 第32次長期滞在から継続 | 第32次長期滞在から継続 | 2012年11月19日           | ソユーズTMA-05M      | 126.97 |
| 第33次長期滞在 | ケビン・フォード オレッグ・ノヴィツキー エフゲニー・タレルキン                       | 2012年10月23日                                                                       | ソユーズTMA-06M        | 第34次長期滞在へ継続   | 第34次長期滞在へ継続     | 第34次長期滞在へ継続 |        |
| 第34次長期滞在 |                                                                                      | ケビン・フォード オレッグ・ノヴィツキー エフゲニー・タレルキン                       | 第33次長期滞在から継続 | 第33次長期滞在から継続 | 2013年3月15日            | ソユーズTMA-06M      | 143.18 |
| 第34次長期滞在 | トーマス・マーシュバーン クリス・バドフィールド ロマン・ロマネンコ                   | 2012年12月19日                                                                       | ソユーズTMA-07M        | 第35次長期滞在へ継続   | 第35次長期滞在へ継続     | 第35次長期滞在へ継続 |        |
| 第35次長期滞在 |                                                                                      | トーマス・マーシュバーン クリス・バドフィールド ロマン・ロマネンコ                   | 第34次長期滞在から継続 | 第34次長期滞在から継続 | 2013年5月14日            | ソユーズTMA-07M      | 145.64 |
| 第35次長期滞在 | パーヴェル・ヴィノグラードフ アレクサンダー・ミシュルキン クリストファー・キャシディ | 2013年3月28日                                                                        | ソユーズTMA-08M        | 第36次長期滞在へ継続   | 第36次長期滞在へ継続     | 第36次長期滞在へ継続 |        |
| 第36次長期滞在 |                                                                                      | パーヴェル・ヴィノグラードフ アレクサンダー・ミシュルキン クリストファー・キャシディ | 第35次長期滞在から継続 | 第35次長期滞在から継続 | 2013年9月10日            | ソユーズTMA-08M      | 166.25 |
| 第36次長期滞在 | フョードル・ユールチキン カレン・L・ニーベリ ルカ・パルミターノ                      | 2013年5月28日                                                                        | ソユーズTMA-09M        | 第37次長期滞在へ継続   | 第37次長期滞在へ継続     | 第37次長期滞在へ継続 |        |
| 第37次長期滞在 |                                                                                      | フョードル・ユールチキン カレン・L・ニーベリ ルカ・パルミターノ                      | 第36次長期滞在から継続 | 第36次長期滞在から継続 | 2013年11月10日           | ソユーズTMA-09M      | 166.25 |
| 第37次長期滞在 | オレッグ・コトフ セルゲイ・リザンスキー マイケル・ホプキンス                         | 2013年9月25日                                                                        | ソユーズTMA-10M        | 第38次長期滞在へ継続   | 第38次長期滞在へ継続     | 第38次長期滞在へ継続 |        |
| 第38次長期滞在 |                                                                                      | オレッグ・コトフ セルゲイ・リザンスキー マイケル・ホプキンス                         | 第37次長期滞在から継続 | 第37次長期滞在から継続 | 2014年3月11日            | ソユーズTMA-10M      | 166.25 |
| 第38次長期滞在 | 若田光一 ミハイル・チューリン リチャード・マストラキオ                               | 2013年11月6日                                                                        | ソユーズTMA-11M        | 第39次長期滞在へ継続   | 第39次長期滞在へ継続     | 第39次長期滞在へ継続 |        |
| 第39次長期滞在 |                                                                                      | 若田光一 ミハイル・チューリン リチャード・マストラキオ                               | 第38次長期滞在から継続 | 第38次長期滞在から継続 | 2014年5月14日            | ソユーズTMA-11M      | 187.91 |
| 第39次長期滞在 | アレクサンドル・スクボルソフ オレッグ・アルテミエフ スティーブン・スワンソン         | 2014年3月                                                                            | ソユーズTMA-12M        | 第40次長期滞在へ継続   | 第40次長期滞在へ継続     | 第40次長期滞在へ継続 |        |
| 第40次長期滞在 |                                                                                      | アレクサンドル・スクボルソフ オレッグ・アルテミエフ スティーブン・スワンソン         | 第39次長期滞在から継続 | 第39次長期滞在から継続 | 2014年9月11日            | ソユーズTMA-12M      | 169.20 |
| 第40次長期滞在 | ライド・ワイズマン マキシム・スライエフ アレクサンダー・ゲルスト                     | 2014年5月28日                                                                        | ソユーズTMA-13M        | 第41次長期滞在へ継続   | 第41次長期滞在へ継続     | 第41次長期滞在へ継続 |        |
| 第41次長期滞在 |                                                                                      | ライド・ワイズマン マキシム・スライエフ アレクサンダー・ゲルスト                     | 第40次長期滞在から継続 | 第40次長期滞在から継続 | 2014年11月10日 03:58 UTC | ソユーズTMA-13M      | 165.33 |
| 第41次長期滞在 | Aleksandr Samokutyayev Yelena Serova Barry E. Wilmore                                | 2014年9月25日 20:25 UTC                                                              | ソユーズTMA-14M        | 第42次長期滞在へ継続   | 第42次長期滞在へ継続     | 第42次長期滞在へ継続 |        |
| 第42次長期滞在 |                                                                                      | Barry E. Wilmore Aleksandr Samokutyayev Yelena Serova                                | 第41次長期滞在から継続 | 第41次長期滞在から継続 | 2015年3月12日 2:07 UTC   | ソユーズTMA-14M      | 167.25 |
| 第42次長期滞在 | アントン・シュカプレロフ サマンサ・クリストフォレッティ Terry W. Virts               | 2014年11月23日 21:01 UTC                                                             | ソユーズTMA-15M        | 第43次長期滞在へ継続   | 第43次長期滞在へ継続     | 第43次長期滞在へ継続 |        |

#### 2015年 - 2019年
| 長期滞在チーム | メンバー                                                          | パッチ                                                                 | 出発日                                   | 往路便                                      | 帰還日                                      | 復路便                                      | 日数                 |
| -------------- | ----------------------------------------------------------------- | ---------------------------------------------------------------------- | ---------------------------------------- | ------------------------------------------- | ------------------------------------------- | ------------------------------------------- | -------------------- |
| 第43次長期滞在 |                                                                   | Terry W. Virts アントン・シュカプレロフ サマンサ・クリストフォレッティ | 第42次長期滞在から継続                   | 第42次長期滞在から継続                      | 2015年6月11日 13:44 UTC                     | ソユーズTMA-15M                             | 199.70               |
| 第43次長期滞在 | ゲンナジー・パダルカ                                              | 2015年3月27日 19:42 UTC                                                | ソユーズTMA-16M                          | 第44次長期滞在へ継続                        | 第44次長期滞在へ継続                        | 第44次長期滞在へ継続                        |                      |
| 第43次長期滞在 | ミハイル・コルニエンコ スコット・ケリー                           | 2015年3月27日 19:42 UTC                                                | ソユーズTMA-16M                          | 第44,45,46次長期滞在へ継続 one year mission | 第44,45,46次長期滞在へ継続 one year mission | 第44,45,46次長期滞在へ継続 one year mission |                      |
| 第44次長期滞在 |                                                                   | ゲンナジー・パダルカ                                                   | 第43次長期滞在から継続                   | 第43次長期滞在から継続                      | 2015年9月12日 00:51 UTC                     | ソユーズTMA-16M                             | 169                  |
| 第44次長期滞在 | ミハイル・コルニエンコ スコット・ケリー                           | 第45,46次長期滞在へ継続 one year mission                               | 第45,46次長期滞在へ継続 one year mission | 第45,46次長期滞在へ継続 one year mission    |                                             |                                             |                      |
| 第44次長期滞在 | オレグ・コノネンコ 油井亀美也 Kjell N. Lindgren(英語版)           | 2015年7月22日 21:02 UTC                                                | ソユーズTMA-17M                          | 第45次長期滞在へ継続                        | 第45次長期滞在へ継続                        | 第45次長期滞在へ継続                        |                      |
| 第45次長期滞在 |                                                                   | スコット・ケリー ミハイル・コルニエンコ                                | 第44次長期滞在から継続                   | 第44次長期滞在から継続                      | 第46次長期滞在へ継続                        | 第46次長期滞在へ継続                        | 第46次長期滞在へ継続 |
| 第45次長期滞在 | Oleg Kononenko 油井亀美也 Kjell N. Lindgren(英語版)               | 2015年12月11日 13:12 UTC                                               | 第44次長期滞在から継続                   | 第44次長期滞在から継続                      | ソユーズTMA-17M                             | 141.66                                      |                      |
| 第45次長期滞在 | セルゲイ・アレクサンドロヴィチ・ヴォルコフ                        | 2015年9月2日 04:37 UTC                                                 | ソユーズTMA-18M                          | 第46次長期滞在へ継続                        | 第46次長期滞在へ継続                        | 第46次長期滞在へ継続                        |                      |
| 第46次長期滞在 |                                                                   | スコット・ケリー ミハイル・コルニエンコ                                | 第45次長期滞在から継続                   | 第45次長期滞在から継続                      | 2016年3月2日 04:25:27 UTC                   | ソユーズTMA-18M                             | 340                  |
| 第46次長期滞在 | セルゲイ・アレクサンドロヴィチ・ヴォルコフ                        | 181                                                                    | 第45次長期滞在から継続                   | 第45次長期滞在から継続                      | 2016年3月2日 04:25:27 UTC                   | ソユーズTMA-18M                             |                      |
| 第46次長期滞在 | ユーリ・マレンチェンコ Timothy Peake ティモシー・コプラ           | 2015年12月15日 11:03 UTC                                               | ソユーズTMA-19M                          | 第47次長期滞在へ継続                        | 第47次長期滞在へ継続                        | 第47次長期滞在へ継続                        |                      |
| 第47次長期滞在 |                                                                   | ティモシー・コプラ Tim Peake ユーリ・マレンチェンコ                    | 第46次長期滞在から継続                   | 第46次長期滞在から継続                      | 2016年6月18日 9:15 UTC                      | ソユーズTMA-19M                             | 185.91               |
| 第47次長期滞在 | Aleksey Ovchinin Oleg Skripochka ジェフリー・ウィリアムズ         | 2016年3月18日 21:26:38 UTC                                             | ソユーズTMA-20M                          | 第48次長期滞在へ継続                        | 第48次長期滞在へ継続                        | 第48次長期滞在へ継続                        |                      |
| 第48次長期滞在 |                                                                   | ジェフリー・ウィリアムズ Oleg Skripochka Aleksey Ovchinin              | 第47次長期滞在から継続                   | 第47次長期滞在から継続                      | 2016年9月7日 01:13 UTC                      | ソユーズTMA-20M                             | 172                  |
| 第48次長期滞在 | Anatoli Ivanishin 大西卓哉 Kathleen Rubins                        | 2016年7月7日 1:36 UTC                                                  | ソユーズMS-01                            | 第49次長期滞在へ継続                        | 第49次長期滞在へ継続                        | 第49次長期滞在へ継続                        |                      |
| 第49次長期滞在 |                                                                   | Anatoli Ivanishin 大西卓哉 Kathleen Rubins                             | 第48次長期滞在から継続                   | 第48次長期滞在から継続                      | 2016年10月30日 3:58 UTC                     | ソユーズMS-01                               | 115                  |
| 第49次長期滞在 | Shane Kimbrough Andrei Borisenko Sergey Ryzhikov                  | 2016年10月19日 8:05 UTC                                                | ソユーズMS-02                            | 第50次長期滞在へ継続                        | 第50次長期滞在へ継続                        | 第50次長期滞在へ継続                        |                      |
| 第50次長期滞在 |                                                                   | Shane Kimbrough Andrei Borisenko Sergey Ryzhikov                       | 第49次長期滞在から継続                   | 第49次長期滞在から継続                      | 2017年4月10日 11:20 UTC                     | ソユーズMS-02                               | 173                  |
| 第50次長期滞在 | ペギー・ウィットソン オレッグ・ノヴィツキー Thomas Pesquet        | 2016年11月17日 20:17 UTC                                               | ソユーズMS-03                            | 第51次長期滞在へ継続                        | 第51次長期滞在へ継続                        | 第51次長期滞在へ継続                        |                      |
| 第51次長期滞在 |                                                                   | ペギー・ウィットソン                                                   | 第50次長期滞在から継続                   | 第50次長期滞在から継続                      | 第52次長期滞在へ継続                        | 第52次長期滞在へ継続                        | 第52次長期滞在へ継続 |
| 第51次長期滞在 | オレッグ・ノヴィツキー Thomas Pesquet                             | 2017年6月2日 14:10 UTC                                                 | 第50次長期滞在から継続                   | 第50次長期滞在から継続                      | ソユーズMS-03                               | 196.72                                      |                      |
| 第51次長期滞在 | フョードル・ユールチキン Jack D. Fischer                          | 2017年4月20日 07:13 UTC                                                | ソユーズMS-04                            | 第52次長期滞在へ継続                        | 第52次長期滞在へ継続                        | 第52次長期滞在へ継続                        |                      |
| 第52次長期滞在 |                                                                   | フョードル・ユールチキン Jack D. Fischer                               | 第51次長期滞在から継続                   | 第51次長期滞在から継続                      | 2017年9月3日 1:22 UTC                       | ソユーズMS-04                               | 135.3                |
| 第52次長期滞在 | ペギー・ウィットソン                                              | 289.1                                                                  | 第51次長期滞在から継続                   | 第51次長期滞在から継続                      | 2017年9月3日 1:22 UTC                       | ソユーズMS-04                               |                      |
| 第52次長期滞在 | Randolph Bresnik パオロ・ネスポリ Sergey Ryazansky                | 2017年7月28日 15:41 UTC                                                | ソユーズMS-05                            | 第53次長期滞在へ継続                        | 第53次長期滞在へ継続                        | 第53次長期滞在へ継続                        |                      |
| 第53次長期滞在 |                                                                   | Randolph Bresnik パオロ・ネスポリ Sergey Ryazansky                     | 第52次長期滞在から継続                   | 第52次長期滞在から継続                      | 2017年12月14日 08:38 UTC                    | ソユーズMS-05                               | 139日間              |
| 第53次長期滞在 | Alexander Misurkin Mark Vande Hei ジョセフ・アカバ                | 2017年9月12日 21:17 UTC                                                | ソユーズMS-06                            | 第54次長期滞在へ継続                        | 第54次長期滞在へ継続                        | 第54次長期滞在へ継続                        |                      |
| 第54次長期滞在 |                                                                   | Alexander Misurkin Mark Vande Hei ジョセフ・アカバ                     | 第53次長期滞在から継続                   | 第53次長期滞在から継続                      | 2018年2月28日 02:31 UTC                     | ソユーズMS-06                               | 168日間              |
| 第54次長期滞在 | アントン・シュカプレロフ Scott Tingle 金井宣茂                    | 2017年12月17日 7:21 UTC                                                | ソユーズMS-07                            | 第55次長期滞在へ継続                        | 第55次長期滞在へ継続                        | 第55次長期滞在へ継続                        |                      |
| 第55次長期滞在 |                                                                   | アントン・シュカプレロフ Scott Tingle 金井宣茂                         | 第54次長期滞在から継続                   | 第54次長期滞在から継続                      | 2018年6月3日 12:39 UTC                      | ソユーズMS-07                               | 168日間              |
| 第55次長期滞在 | Andrew Feustel Oleg Artemyev Richard Arnold                       | 2018年3月21日 17:44 UTC                                                | ソユーズMS-08                            | 第56次長期滞在へ継続                        | 第56次長期滞在へ継続                        | 第56次長期滞在へ継続                        |                      |
| 第56次長期滞在 |                                                                   | Andrew Feustel Oleg Artemyev Richard Arnold                            | 第55次長期滞在から継続                   | 第55次長期滞在から継続                      | 2018年10月4日 11:44:45 UTC                  | ソユーズMS-08                               | 196日間              |
| 第56次長期滞在 | アレクサンダー・ゲルスト Sergey Prokopyev Serena Auñón-Chancellor | 2018年6月6日 11:12 UTC                                                 | ソユーズMS-09                            | 第57次長期滞在へ継続                        | 第57次長期滞在へ継続                        | 第57次長期滞在へ継続                        |                      |
| 第57次長期滞在 |                                                                   | Alexander Gerst Sergey Prokopyev Serena Auñón-Chancellor               | 第56次長期滞在から継続                   | 第56次長期滞在から継続                      | 2018年12月20日 05:02 UTC                    | ソユーズMS-09                               | 197日間              |
| 第57次長期滞在 | オレグ・コノネンコ David Saint-Jacques Anne McClain               | 2018年12月3日                                                          | ソユーズMS-11                            | 第58次長期滞在へ継続                        | 第58次長期滞在へ継続                        | 第58次長期滞在へ継続                        |                      |
| 第58次長期滞在 |                                                                   | Oleg Kononenko David Saint-Jacques Anne McClain                        | 第57次長期滞在から継続                   | ソユーズMS-11                               | 第59次長期滞在へ継続                        | 第59次長期滞在へ継続                        | 第59次長期滞在へ継続 |
| 第59次長期滞在 |                                                                   | Oleg Kononenko David Saint-Jacques Anne McClain                        | 第58次長期滞在から継続                   | 第58次長期滞在から継続                      | 2019年6月25日 02:47 UTC                     | ソユーズMS-11                               | 203日間              |
| 第59次長期滞在 | Aleksey Ovchinin Nick Hague                                       | 2019年3月14日                                                          | ソユーズMS-12                            | 第60次長期滞在へ継続                        | 第60次長期滞在へ継続                        | 第60次長期滞在へ継続                        |                      |
| 第59次長期滞在 | Christina Koch                                                    | 2019年3月14日                                                          | ソユーズMS-12                            | 第60.61次長期滞在へ継続                     | 第60.61次長期滞在へ継続                     | 第60.61次長期滞在へ継続                     |                      |
| 第60次長期滞在 |                                                                   | Aleksey Ovchinin Nick Hague                                            | 第59次長期滞在から継続                   | 第59次長期滞在から継続                      | 2019年10月3日 10:59 UTC                     | ソユーズMS-12                               | 202日間              |
| 第60次長期滞在 | Christina Koch                                                    | 第61次長期滞在へ継続                                                   | 第61次長期滞在へ継続                     | 第61次長期滞在へ継続                        |                                             |                                             |                      |
| 第60次長期滞在 | Aleksandr Skvortsov Luca Parmitano Drew Morgan                    | 第61次長期滞在へ継続                                                   | 第61次長期滞在へ継続                     | 第61次長期滞在へ継続                        | 2019年7月20日 16:28:21 UTC                  | ソユーズMS-13                               |                      |
| 第61次長期滞在 |                                                                   | Luca Parmitano Aleksandr Skvortsov                                     | 第60次長期滞在から継続                   | 第60次長期滞在から継続                      | 2020年2月6日 05:50 UTC                      | ソユーズMS-13                               | 200日間              |
| 第61次長期滞在 | Christina Koch                                                    | 328日間                                                                | 第60次長期滞在から継続                   | 第60次長期滞在から継続                      | 2020年2月6日 05:50 UTC                      | ソユーズMS-13                               |                      |
| 第61次長期滞在 | Drew Morgan                                                       | 第62次長期滞在へ継続                                                   | 第62次長期滞在へ継続                     | 第62次長期滞在へ継続                        |                                             |                                             |                      |
| 第61次長期滞在 | Oleg Skripochka Jessica Meir                                      | 第62次長期滞在へ継続                                                   | 第62次長期滞在へ継続                     | 第62次長期滞在へ継続                        | 2019年9月25日 13:57:43 UTC                  | ソユーズMS-15                               |                      |
| 第62次長期滞在 |                                                                   | Oleg Skripochka Jessica Meir                                           | 第61次長期滞在から継続                   | 第61次長期滞在から継続                      | 2020年4月17日 05:16 UTC                     | ソユーズMS-15                               | 205日間              |
| 第62次長期滞在 | Drew Morgan                                                       | 272日間                                                                | 第61次長期滞在から継続                   | 第61次長期滞在から継続                      | 2020年4月17日 05:16 UTC                     | ソユーズMS-15                               |                      |

#### 2020年 - 2024年
| 長期滞在チーム                                                                          | メンバー                                                                                        | パッチ                                                                                      | 出発日                       | 往路便                    | 帰還日                       | 復路便               | 日数                 |                      |
| --------------------------------------------------------------------------------------- | ----------------------------------------------------------------------------------------------- | ------------------------------------------------------------------------------------------- | ---------------------------- | ------------------------- | ---------------------------- | -------------------- | -------------------- | -------------------- |
| 第63次長期滞在                                                                          |                                                                                                 | クリストファー・キャシディ アナトリー・イワニシン イワン・ワグネル                          | 第62次長期滞在から継続       | 第62次長期滞在から継続    | 2020年10月21日 23:32 UTC     | ソユーズMS-16        | 195日                |                      |
| 第63次長期滞在                                                                          | ダグラス・ハーリー ロバート・ベンケン                                                           | 2020年5月30日 19:22:45 UTC                                                                  | スペースX Crew Dragon Demo-2 | 2020年8月2日 18:48:06 UTC | スペースX Crew Dragon Demo-2 | 64日                 |                      |                      |
| 第63次長期滞在                                                                          | セルゲイ・リジコフ セルゲイ・クド＝スベルチコフ キャスリーン・ルビンズ                          | 2020年10月14日 05:45:04 UTC                                                                 | ソユーズMS-17                | 第64次長期滞在に継続      | 第64次長期滞在に継続         | 第64次長期滞在に継続 |                      |                      |
| 第64次長期滞在                                                                          |                                                                                                 | セルゲイ・リジコフ セルゲイ・クド＝スベルチコフ キャスリーン・ルビンズ                      | 第63次長期滞在から継続       | 第63次長期滞在から継続    | 2021年4月17日 04:55 UTC      | ソユーズMS-17        | 185日                |                      |
| 第64次長期滞在                                                                          | マイケル・ホプキンス ビクター・グローバー 野口聡一 シャノン・ウォーカー                         | 2020年11月16日 00:27:17 UTC                                                                 | スペースX Crew-1             | 第65次長期滞在に継続      | 第65次長期滞在に継続         | 第65次長期滞在に継続 |                      |                      |
| 第64次長期滞在                                                                          | オレッグ・ノヴィツキー ピョートル・ドゥブロフ マーク・T・ヴァンデハイ                           | 2021年4月9日 07:42:41 UTC                                                                   | ソユーズMS-18                | 第65次長期滞在に継続      | 第65次長期滞在に継続         | 第65次長期滞在に継続 |                      |                      |
| 第65次長期滞在                                                                          |                                                                                                 | シャノン・ウォーカー マイケル・ホプキンス ビクター・グローバー 野口聡一                     | 第64次長期滞在から継続       | 第64次長期滞在から継続    | 2021年5月2日 06:56:33 UTC    | スペースX Crew-1     | 167日                |                      |
| 第65次長期滞在                                                                          | オレッグ・ノヴィツキー                                                                          | 2021年10月17日 01:14:05 UTC                                                                 | 第64次長期滞在から継続       | 第64次長期滞在から継続    | ソユーズMS-18                | 190日                |                      |                      |
| 第65次長期滞在                                                                          | ピョートル・ドゥブロフ マーク・T・ヴァンデハイ                                                  | 第66次長期滞在に継続                                                                        | 第66次長期滞在に継続         | 第66次長期滞在に継続      |                              |                      |                      |                      |
| 第65次長期滞在                                                                          | 星出彰彦 シェーン・キンブロー K・メーガン・マッカーサー トマ・ペスケ                            | 第66次長期滞在に継続                                                                        | 第66次長期滞在に継続         | 第66次長期滞在に継続      | 2021年4月23日 09:49:02 UTC   | スペースX Crew-2     |                      |                      |
| 第65次長期滞在                                                                          | アントン・シュカプレロフ                                                                        | 第66次長期滞在に継続                                                                        | 第66次長期滞在に継続         | 第66次長期滞在に継続      | 2021年10月5日 08:55:02 UTC   | ソユーズMS-19        |                      |                      |
| 第66次長期滞在                                                                          |                                                                                                 | トマ・ペスケ シェーン・キンブロー K・メーガン・マッカーサー 星出彰彦                        | 第65次長期滞在から継続       | 第65次長期滞在から継続    | 2021年11月9日 03:33 UTC      | スペースX Crew-2     | 199日                |                      |
| 第66次長期滞在                                                                          | ピョートル・ドゥブロフ マーク・T・ヴァンデハイ                                                  | 2022年3月30日                                                                               | 第65次長期滞在から継続       | 第65次長期滞在から継続    | ソユーズMS-19                | 355日                |                      |                      |
| 第66次長期滞在                                                                          | アントン・シュカプレロフ                                                                        | 2022年3月30日                                                                               | 第65次長期滞在から継続       | 第65次長期滞在から継続    | ソユーズMS-19                | 176日                |                      |                      |
| 第66次長期滞在                                                                          | ラジャ・チャリ トーマス・マーシュバーン マティアス・マウラー ケイラ・バロン                     | 2021年11月11日 02:03:30 UTC                                                                 | スペースX Crew-3             | 第67次長期滞在に継続      | 第67次長期滞在に継続         | 第67次長期滞在に継続 | 第67次長期滞在に継続 | 第67次長期滞在に継続 |
| 第66次長期滞在                                                                          | オレッグ・アルテミエフ デニス・マトベエフ セルゲイ・コルサコフ                                  | 2022年3月18日 15:55:18 UTC                                                                  | ソユーズMS-21                | 第67次長期滞在に継続      | 第67次長期滞在に継続         | 第67次長期滞在に継続 | 第67次長期滞在に継続 | 第67次長期滞在に継続 |
| 第67次長期滞在                                                                          |                                                                                                 | トーマス・マーシュバーン ラジャ・チャリ マティアス・マウラー ケイラ・バロン                 | 第66次長期滞在から継続       | 第66次長期滞在から継続    | 2022年5月6日 04:43 UTC       | スペースX Crew-3     | 176日                |                      |
| 第67次長期滞在                                                                          | オレッグ・アルテミエフ} デニス・マトベエフ セルゲイ・コルサコフ                                 | 2022年9月29日 （計画）                                                                      | 第66次長期滞在から継続       | 第66次長期滞在から継続    | ソユーズMS-21                | 195日                |                      |                      |
| 第67次長期滞在                                                                          | チェル・リンドグレン ロバート・ハインズ サマンサ・クリストフォレッティ ジェシカ・ワトキンス     | 2022年4月27日 07:52:55 UTC                                                                  | スペースX Crew-4             | 第68次長期滞在に継続      | 第68次長期滞在に継続         | 第68次長期滞在に継続 |                      |                      |
| 第67次長期滞在                                                                          | セルゲイ・プロコピエフ ドミトリー・ペテリン フランシスコ・ルビオ                                | 2022年9月21日                                                                               | ソユーズMS-22                | 第68次長期滞在に継続      | 第68次長期滞在に継続         | 第68次長期滞在に継続 |                      |                      |
| 第68次長期滞在                                                                          |                                                                                                 | サマンサ・クリストフォレッティ チェル・リンドグレン ロバート・ハインズ ジェシカ・ワトキンス | 第67次長期滞在から継続       | 第67次長期滞在から継続    | 2022年10月14日               | スペースX Crew-4     | 169日                |                      |
| 第68次長期滞在                                                                          | セルゲイ・プロコピエフ ドミトリー・ペテリン フランシスコ・ルビオ                                | 第69次長期滞在に継続                                                                        | 第69次長期滞在に継続         | 第67次長期滞在から継続    | 370日                        |                      |                      |                      |
| 第68次長期滞在                                                                          | ニコール・アウナプ・マン ジョシュ・カサダ 若田光一 アンナ・キキナ                               | 2022年10月6日                                                                               | スペースX Crew-5             | 2023年3月12日             | スペースX Crew-5             | 157日                |                      |                      |
| 第68次長期滞在                                                                          | スティーヴン・ボーエン ウォーレン・ホバーグ スルタン・アル・ネヤディ アンドレイ・フェジャーエフ | 2023年3月2日                                                                                | スペースX Crew-6             | 第69次長期滞在に継続      | 第69次長期滞在に継続         | 185日                |                      |                      |
| 第69次長期滞在                                                                          |                                                                                                 | セルゲイ・プロコピエフ ドミトリー・ペテリン フランシスコ・ルビオ                            | 第68次長期滞在から継続       | 第68次長期滞在から継続    | 2023年9月27日                | ソユーズMS-23        | 370日                |                      |
| 第69次長期滞在                                                                          | スティーヴン・ボーエン ウォーレン・ホバーグ スルタン・アル・ネヤディ アンドレイ・フェジャーエフ | 2023年9月3日                                                                                | 第68次長期滞在から継続       | 第68次長期滞在から継続    | スペースX Crew-6             | 185日                |                      |                      |
| 第69次長期滞在                                                                          | アンドレアス・モーゲンセン 古川聡 コンスタンチン・ボリソフ                                      | 2023年8月27日                                                                               | スペースX Crew-7             | 第70次長期滞在に継続      | 第70次長期滞在に継続         | 197日                |                      |                      |
| 第69次長期滞在                                                                          | オレグ・コノネンコ ニコライ・チュブ ローラル・オハラ                                            | 2023年9月15日                                                                               | ソユーズMS-24                | 第70次長期滞在に継続      | 第70次長期滞在に継続         | 203日                |                      |                      |
| 第70次長期滞在                                                                          |                                                                                                 | ジャスミン・モグベリ アンドレアス・モーゲンセン 古川聡 コンスタンチン・ボリソフ             | 第69次長期滞在から継続       | 第69次長期滞在から継続    | 2024年3月11日 15:20 UTC      | スペースX Crew-7     | 197日                |                      |
| 第70次長期滞在                                                                          | ローラル・オハラ                                                                                | 2024年4月6日 03:54                                                                          | 第69次長期滞在から継続       | 第69次長期滞在から継続    | ソユーズ MS-24               | 201日                |                      |                      |
| 第70次長期滞在                                                                          | オレグ・コノネンコ ニコライ・チュブ                                                             | 第71次長期滞在に継続                                                                        | 第71次長期滞在に継続         | 第71次長期滞在に継続      |                              |                      |                      |                      |
| 第70次長期滞在                                                                          | マシュー・ドミニク マイケル・バラット ジャネット・エップス アレクサンダー・グレベンキン         | 第71次長期滞在に継続                                                                        | 第71次長期滞在に継続         | 第71次長期滞在に継続      | 2024年3月5日 08:00           | スペースX Crew-8     |                      |                      |
| 第70次長期滞在                                                                          | トレイシー・コールドウェル=ダイソン                                                             | 第71次長期滞在に継続                                                                        | 第71次長期滞在に継続         | 第71次長期滞在に継続      | 2024年3月25日 15:02          | ソユーズMS-25        |                      |                      |
| 第71次長期滞在                                                                          |                                                                                                 |                                                                                             |                              |                           |                              |                      |                      |                      |
| オレグ・コノネンコ ニコライ・チュブ                                                     | 第70次長期滞在から継続                                                                          | 第70次長期滞在から継続                                                                      | 2024年9月23日 08:36          | ソユーズ MS-25            | 374                          |                      |                      |                      |
| トレイシー・コールドウェル=ダイソン                                                     | 第70次長期滞在から継続                                                                          | 第70次長期滞在から継続                                                                      | 2024年9月23日 08:36          | ソユーズ MS-25            | 184                          |                      |                      |                      |
| マシュー・ドミニク マイケル・バラット ジャネット・エップス アレクサンダー・グレベンキン | 第70次長期滞在から継続                                                                          | 第70次長期滞在から継続                                                                      | 第72次長期滞在に継続         | 第72次長期滞在に継続      | 第72次長期滞在に継続         |                      |                      |                      |
| バリー・E・ウィルモア スニータ・ウィリアムズ                                            | 2024年6月6日 17:34                                                                              | ボーイング有人飛行試験                                                                      | 第72次長期滞在に継続         | 第72次長期滞在に継続      | 第72次長期滞在に継続         |                      |                      |                      |
| アレクセイ・オヴチニン イワン・ワグネル ドナルド・ペティ                                | 2024年9月11日 19:32                                                                             | ソユーズ MS-26                                                                              | 第72次長期滞在に継続         | 第72次長期滞在に継続      | 第72次長期滞在に継続         |                      |                      |                      |
| 第72次長期滞在                                                                          |                                                                                                 | マシュー・ドミニク マイケル・バラット ジャネット・エップス アレクサンダー・グレベンキン     | 第71次長期滞在から継続       | 第71次長期滞在から継続    | 2024年10月23日 21:05         | スペースX Crew-8     | 235                  |                      |
| 第72次長期滞在                                                                          | アレクセイ・オヴチニン イワン・ワグネル ドナルド・ペティ                                        | 2025年4月19日 21:57                                                                         | 第71次長期滞在から継続       | 第71次長期滞在から継続    | ソユーズ MS-26               | 220                  |                      |                      |
| 第72次長期滞在                                                                          | バリー・E・ウィルモア スニータ・ウィリアムズ                                                    | 2025年3月18日 05:05                                                                         | 第71次長期滞在から継続       | 第71次長期滞在から継続    | スペースX Crew-9             | 286                  |                      |                      |
| 第72次長期滞在                                                                          | ニック・ヘイグ アレクサンドル・ゴルブノフ                                                       | 2025年3月18日 05:05                                                                         | 2024年9月29日 21:30          | スペースX Crew-9          | スペースX Crew-9             | 171                  |                      |                      |
| 第72次長期滞在                                                                          | アン・マクレイン ニコール・エアーズ 大西卓哉 キリル・ペスコフ                                   | 2025年3月16日 04:04                                                                         | スペースX Crew-10            | 第73次長期滞在に継続      | 第73次長期滞在に継続         | 第73次長期滞在に継続 |                      |                      |
| 第72次長期滞在                                                                          | セルゲイ・リジコフ アレクセイ・ズブリツキイ ジョニー・キム                                      | 2025年4月8日 08:57                                                                          | ソユーズ MS-27               | 第73次長期滞在に継続      | 第73次長期滞在に継続         | 第73次長期滞在に継続 |                      |                      |

### 現在行われている長期滞在
| 長期滞在チーム | メンバー                                                                       | パッチ                                                        | 出発日                 | 往路便                   | 帰還日                   | 復路便                   | 日数 |
| -------------- | ------------------------------------------------------------------------------ | ------------------------------------------------------------- | ---------------------- | ------------------------ | ------------------------ | ------------------------ | ---- |
| 73             |                                                                                | アン・マクレイン ニコール・エアーズ 大西卓哉 キリル・ペスコフ | 第72次長期滞在から継続 | 第72次長期滞在から継続   | 2025年7月（計画）        | スペースX Crew-10        |      |
| 73             | セルゲイ・リジコフ アレクセイ・ズブリツキイ ジョニー・キム                     | 2025年12月8日（計画）                                         | 第72次長期滞在から継続 | 第72次長期滞在から継続   | ソユーズ MS-27           |                          |      |
| 73             | ジーナ・カードマン マイケル・フィンク 油井亀美也 オレグ・プラトノフ            | 2025年7月（計画）                                             | スペースX Crew-11      | 第74次長期滞在に継続予定 | 第74次長期滞在に継続予定 | 第74次長期滞在に継続予定 |      |
| 73             | セルゲイ・クド＝スヴェルチコフ セルゲイ・ミカエフ クリストファー・ウィリアムズ | 2025年11月27日（計画）                                        | ソユーズ MS-28         | 第74次長期滞在に継続予定 | 第74次長期滞在に継続予定 | 第74次長期滞在に継続予定 |      |

### 将来計画されている長期滞在
| 長期滞在チーム | メンバー                                                                       | パッチ                                                              | 出発日                     | 往路便                     | 帰還日                   | 復路便                   | 日数 |
| -------------- | ------------------------------------------------------------------------------ | ------------------------------------------------------------------- | -------------------------- | -------------------------- | ------------------------ | ------------------------ | ---- |
| 74             |                                                                                | ジーナ・カードマン マイケル・フィンク 油井亀美也 オレグ・プラトノフ | 第73次長期滞在から継続予定 | 第73次長期滞在から継続予定 | 2026年2月（計画）        | スペースX Crew-11        |      |
| 74             | セルゲイ・クド＝スヴェルチコフ セルゲイ・ミカエフ クリストファー・ウィリアムズ | 2025年11月27日（計画）                                              | 第73次長期滞在から継続予定 | 第73次長期滞在から継続予定 | ソユーズ MS-28           |                          |      |
| 74             | TBA ソフィー・アドノ オレグ・アルテミエフ                                      | 2026年2月（計画）                                                   | スペースX Crew-12          | 第75次長期滞在に継続予定   | 第75次長期滞在に継続予定 | 第75次長期滞在に継続予定 |      |
| 74             | ピョートル・ドゥブロフ アンナ・キキナ アニル・メノン                           | 2026年3月（計画）                                                   | ソユーズ MS-29             | 第75次長期滞在に継続予定   | 第75次長期滞在に継続予定 | 第75次長期滞在に継続予定 |      |

## 備考
ソユーズ宇宙船は陸上にパラシュートで着地するため、乗員を着地の衝撃から保護するための特殊な座席を使用しており、座面のクッションは各乗員の体から石膏で型を取って製作される。このため、スペースシャトルでISSへ向かう長期滞在者は、自分専用のソユーズの座面を携行していた。
ISSに到着した長期滞在者は、入れ替わりに帰還する予定の滞在者の座面をソユーズから取り外し、自分の座席を取り付ける。この時点で、新たな滞在者が「ISS長期滞在チームの一員」となり、それまでの滞在者は「スペースシャトルの乗員」になるのである。
なお、タクシークルーも同じことを行う。タクシークルーはISSに係留されている古いソユーズで帰還するため、自分の座面を古いソユーズに移す。交代しない長期滞在者の座面は、乗ってきたソユーズで帰還するため、そのままにされる。